# Cleome austroarabica
Cleome austroarabica là một loài thực vật có hoa trong họ Màng màng. Loài này được D.F.Chamb. & Lamond mô tả khoa học đầu tiên năm 1994.